# 酉华镇
酉华乡，是中华人民共和国安徽省池州市青阳县下辖的一个乡镇级行政单位。

## 行政区划
酉华乡下辖以下地区：
宋冲村、乐元村、田屋村、朝华村、华岸村、二酉村、金峰村和石安村。